# Резолюция 130 на Съвета за сигурност на ООН
Резолюция 130 на Съвета за сигурност на ООН е приета на 25 ноември 1958 по повод овакантеното след смъртта на съдия Хосе Густаво Гереро място в Международния съд.
Като отбелязва със съжаление кончината на съдия Гереро на 25 октомври 1958 г., Съветът за сигурност отбелязва, че вследствие на това едно от местата в Съда остава овакантено до края на мандата на покойния, поради което това овакантено място трябва да бъде запълнено съгласно Статута на Международния съд. Като подчертава, че съгласно чл. 14 от Статута на Международния съд изборът на нов съдия трябва да бъде насрочен от Съвета за сигурност, Съветът постановява, че изборът на нов член на Международния съд, който ще заеме мястото на починалия съдия, ще се проведе по време на четиринадесетата редовна сесия на Общото събрание на ООН или на извънредна сесия преди четиринадесетата редовна сесия.
Резолюцията е приета, без да бъде гласувана.